# Shahrak-e Ţāvūsīyeh
Shahrak-e Ţāvūsīyeh (persiska: Ţāvūsīyeh, طاووسیه, شهرک طاووسیه) är en ort i Iran.   Den ligger i provinsen Alborz, i den norra delen av landet, 60 km väster om huvudstaden Teheran. Shahrak-e Ţāvūsīyeh ligger 1 347 meter över havet och antalet invånare är 594.
Terrängen runt Shahrak-e Ţāvūsīyeh är platt åt sydväst, men åt nordost är den kuperad.Runt Shahrak-e Ţāvūsīyeh är det mycket tätbefolkat, med 1 018 invånare per kvadratkilometer. Närmaste större samhälle är Karaj, 16,4 km öster om Shahrak-e Ţāvūsīyeh. Trakten runt Shahrak-e Ţāvūsīyeh består till största delen av jordbruksmark.